# John Hely-Hutchinson, 5. Earl of Donoughmore

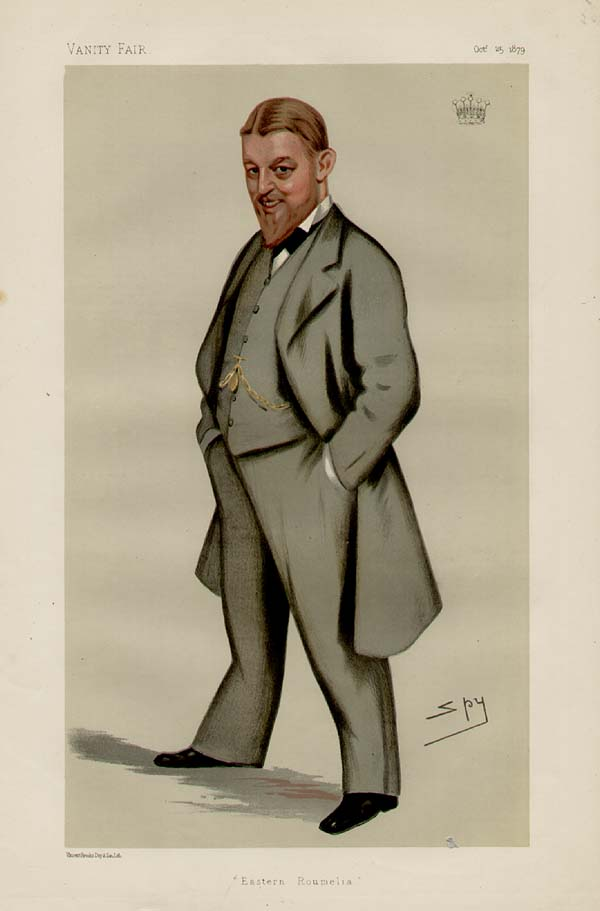
„Ostrumelien“ Der Earl of Donoughmore, karikiert von Spy (Leslie Ward) in Vanity Fair, Oktober 1879

John Luke George Hely-Hutchinson, 5. Earl of Donoughmore KCMG (* 2. März 1848; † 5. Dezember 1900) war ein britischer Adliger und Politiker.

## Leben
Er war der älteste Sohn von Richard Hely-Hutchinson, 4. Earl of Donoughmore (1823–1866), aus dessen Ehe mit Thomasina Jocelyn Steele. Er war noch minderjährig, als er beim Tod seines Vaters 1866 dessen irische Adelstitel als 5. Earl of Donoughmore, 5. Viscount Donoughmore und 6. Baron Donoughmore, sowie dessen britischen Adelstitel als 5. Viscount Hutchinson. Mit Letzterem war ein Sitz im britischen House of Lords verbunden, den er mit Erreichen der Volljährigkeit ab 1869 einnehmen konnte. Er wurde am Eton College erzogen und studierte am Balliol College der Universität Oxford. Zwischen 1878 und 1879 war er stellvertretender Kommissar der Europäischen Kommission für die Organisation von Ostrumelien und wurde 1879 als Knight Commander des Order of St Michael and St George (KCMG) ausgezeichnet. Zeitweise amtierte er als Friedensrichter für die Grafschaften Tipperary und Waterford, sowie als Deputy Lieutenant derselben Grafschaften. 1893 sprach er sich im House of Lords für die Home Rule for Ireland aus.
Lord Donoughmore heiratete am 19. Mai 1874 in Hobart, Tasmanien, Frances Isabella Stephens († 1924), Tochter von William Frazer Stephens, General der Britisch-Indischen Armee. Mit ihr und hatte er vier Töchter, sowie einen Sohn und Erben Richard Hely-Hutchinson, 6. Earl of Donoughmore (1875–1948).